# 迪爾公園鎮區 (伊利諾伊州拉薩爾縣)
迪爾公園鎮區（英語：Deer Park Township）是位於美國伊利諾伊州拉薩爾縣的一個行政鎮區。

## 地方資料
根據2010年美國人口普查的數據，迪爾公園鎮區的面積為85.50平方千米，當中陸地面積為81.10平方千米，而水域面積為4.40平方千米。當地共有人口478人，而人口密度為每平方千米5.59人。